# Los Bravos
Los Bravos — испанская бит-группа, основанная в 1965 году в Мадриде. Их сингл «Black Is Black» в июле 1966 года достиг второго места в Великобритании и 4 места в США (таким образом Los Bravos стали первой испанской группой, которой удалось попасть в американские чарты), разойдясь тиражом в 1 миллион экземпляров.

## История
Коллектив был образован в результате объединения музыкантов из двух поп-групп; Los Sonor из Мадрида и The Runaways с Мальорки. Ведущий вокалист Los Bravos Майк Когель родился в Германии. Его вокальный стиль часто сравнивали с манерой Джина Питни. В июле 1966 года сингл группы «Black is Black» достиг второго места в UK Singles Chart, 4 места в американском чарте Billboard Hot 100 и разошёлся тиражом в один миллион копий по всему миру. Запись композиции была выполнена Тони Хейзом и Стивом Уэди в студии, где они записывали демоверсии группы (расположена в деревне Ху Сайнт Вебург близ Рочестера). Позднее песня была перепета французскими исполнителями Джонни Холлидеем и группой Belle Époque, диско-версия этой песни которых достигла 2 места в Соединённом Королевстве.
Следующий сингл Los Bravos «I Don’t Care» в октябре 1966 года достиг 16 места в Великобритании. В 1967 году группа участвовала в фестивале в Сан-Ремо, но не смогла попасть в финал с италоязычной песней «Uno come noi». Также группа снялась в двух испанских комедийных фильмах: Los chicos con las chicas (1967, режиссёр Хавьер Агирре) и ¡Dame un poco de amooor…! (1968, режиссёры Хосе Мария Форке и Франсиско Масьян). Песня «Going Nowhere», вошедшая в саундтрек первого фильма, позже была переиздана Rhino Entertainment в сборнике Nuggets II: Original Artyfacts from the British Empire and Beyond, 1964–1969.
20 мая 1967 года один из основателей Los Bravos, 23-летний Мануэль Фернандес, чья возлюбленная Лотти Рей погибла в автокатастрофе, покончил жизнь самоубийством.

## Состав группы
- Майкл «Майк» Кеннеди (при рождении Майкл Уолкер Когель, 25 апреля 1944, Берлин) — вокал.
- Антонио Мартинес (3 октября 1945, Мадрид — 19 июня 1990, Кольменар-Вьехо) — гитара. Погиб в мотоциклетной аварии по пути к студии звукозаписи[6][7].
- Мануэль Фернандес (29 сентября 1943, Севилья, Андалусия — 20 мая 1967) — электроорган.
- Мигель Висенс Данус (род. 21 июня 1944, Ферроль, Галисия) — бас-гитара.
- Пабло Гомес (род. 5 ноября 1943, Барселона, Каталония) — ударные.
- Хесус Глюк (при рождении Хесус Глюк Сарасибар, 1941, Испания) — электроорган (с 1967).
- Энтони «Тони» Андерсон (род. 1941, Аккрингтон, Ланкашир, Англия) — вокал.

## Дискография

### Синглы
| Год  | Сингл                   | Позиция в чартах | Позиция в чартах | Позиция в чартах |
| Год  | Сингл                   | US               | UK               | AU               |
| ---- | ----------------------- | ---------------- | ---------------- | ---------------- |
| 1966 | «Black Is Black»        | 4                | 2                | 3                |
| 1966 | «I Don’t Care»          | -                | 16               | 51               |
| 1966 | «Going Nowhere»         | 91               | -                | 99               |
| 1968 | «Bring a Little Lovin'» | 51               | -                | 48               |

### Альбомы
- Black is Black (1966), Press Records — US no. 93
- Bring a Little Lovin'  (1968), Parrot[англ.]
- All the Best (1993), Decca[8] (сборник)